# Подывотская волость
Подыво́тская волость — административно-территориальная единица в составе Севского уезда.
Административный центр — село Подывотье.

## История
Волость была образована в ходе реформы 1861 года.
В мае 1924 года, при укрупнении волостей, Подывотская волость была упразднена, а её территория включена в состав укрупнённой Хинельской волости.
Ныне территория бывшей Подывотской волости разделена между Севским районом Брянской области и Сумской областью Украины.

## Административное деление
В 1920 году в состав Подывотской волости входили следующие сельсоветы: Грудской, Никитский, Подлесноновосельский, Подывотский, Рожковичский, Саранчинский, Сытновский.